# The Condemned (Pornofilm)
The Condemned ist ein US-amerikanischer Pornospielfilm aus dem Jahr 2010.

## Handlung
Nachdem sie ihre Profikarriere an den Nagel gehängt hat, kämpft die Ex-Boxerin Jesse illegale Turniere im Untergrund, dabei ist sie noch immer sehr erfolgreich. Unterstützung bekommt sie von ihrem Freund. Auf einem Parkplatz wird das Paar überfallen. Jesses Freund wird k. o. geschlagen und sie gekidnappt. Die Entführer beabsichtigen nicht ihr etwas anzutun. Sie bilden eine geheime Truppe, die gegen die Ungerechtigkeit kämpft. Es geht um Frauen und ein paar Männer, die sich um die Männer kümmern, welche Frauen Gewalt angetan haben und dafür von der Justiz nicht bestraft worden sind. Jesse macht bei ihrem ersten „Fall“ im Affekt kurzen Prozess mit einem Schuldigen. Dann aber taucht ein besonderer Mann im Gefängnis auf.

## Auszeichnungen
- 2011: AVN Award - Best Screenplay - Original
- 2011: AVN Award - Best Three-Way Sex Scene